# Paul Sollmann

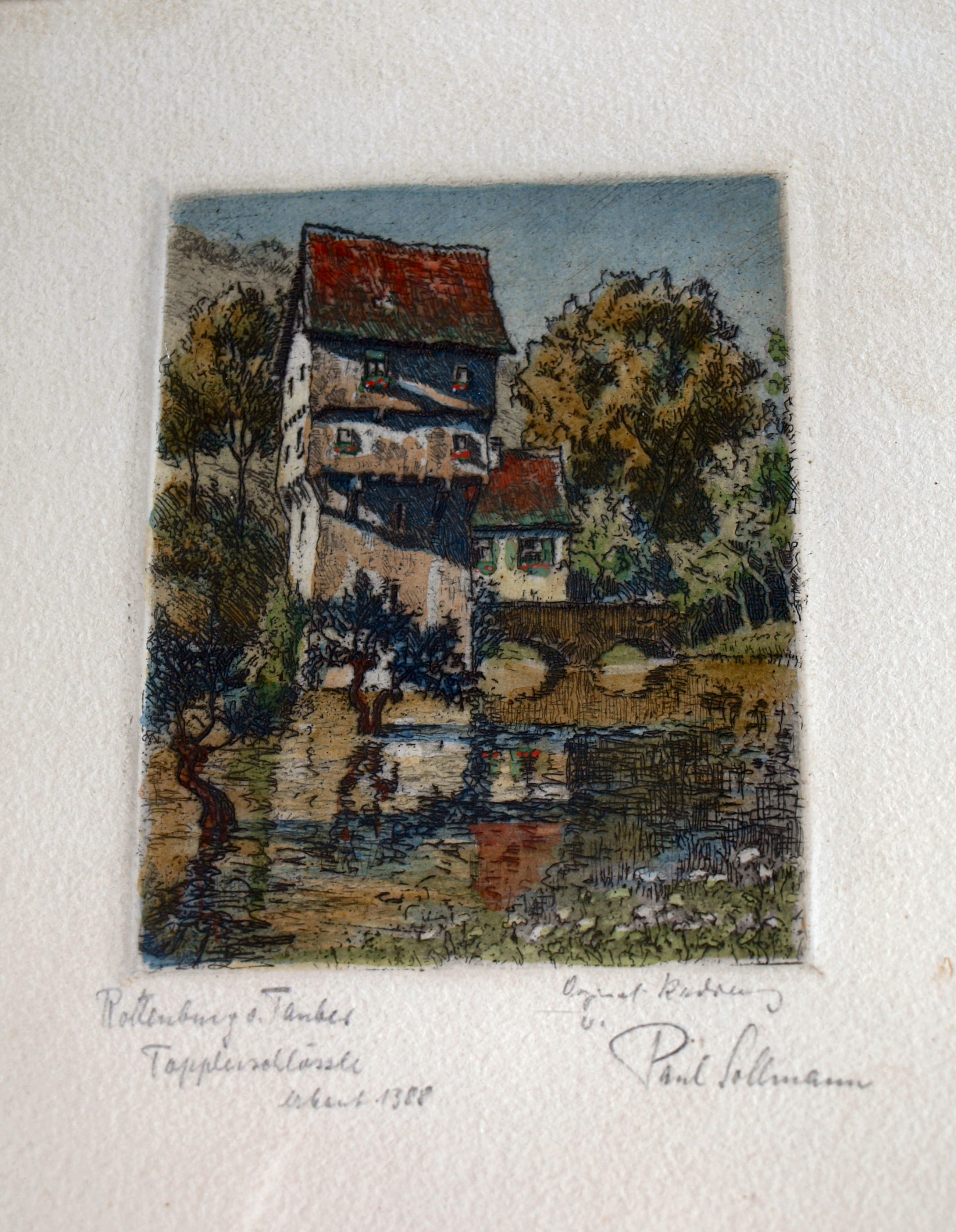
Original-Fabrradierung von Paul Sollmann (Topplerschlössle in Rothenburg ob der Tauber; ca. 1920–1950)

Paul Sollmann (* 15. September 1886 in Coburg; † 1950 in Rothenburg ob der Tauber) war ein deutscher Landschafts-/Architekturmaler, Fotograf und Grafiker. In seinem Werk verbinden sich Elemente des Impressionismus und des Realismus.

## Leben
Paul Sollmann studierte an der Kunstschule in München, an den Akademien in Rom und Paris und  unternahm Studienreisen nach Marokko und Spanien. Er lebte bis in die 1920er Jahre in Granada und heiratete dort Angelina Macho Millet Martos aus Granada. Später war er in Rothenburg ob der Tauber ansässig und dort vor allem als Landschafts- und Architekturmaler tätig.

Historische Ansichtskarten (Rothenburg ob der Tauber nach den Werken von Paul Sollmann)
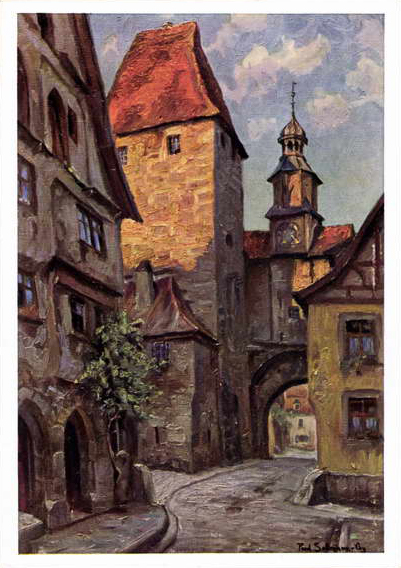
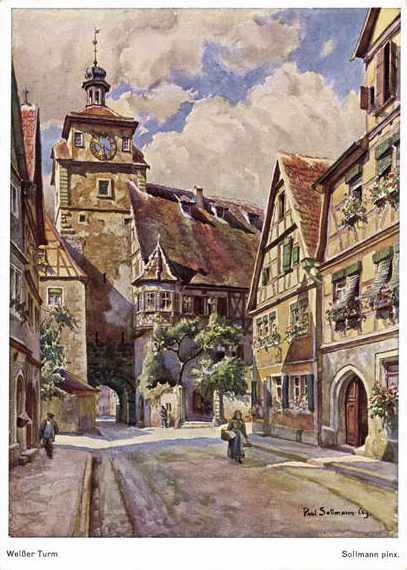
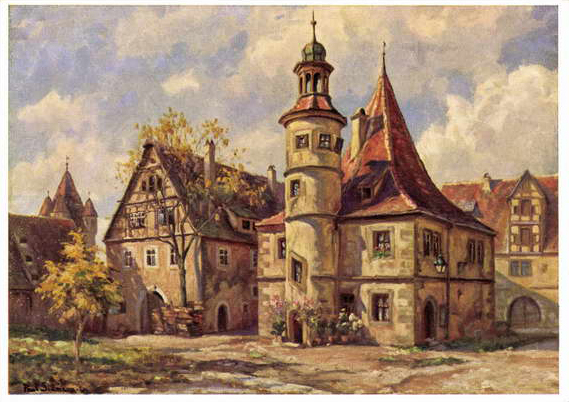
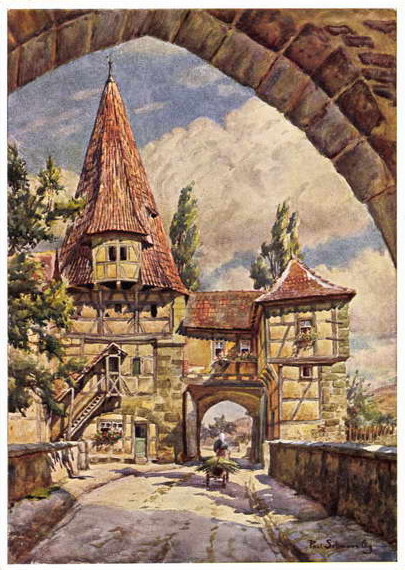
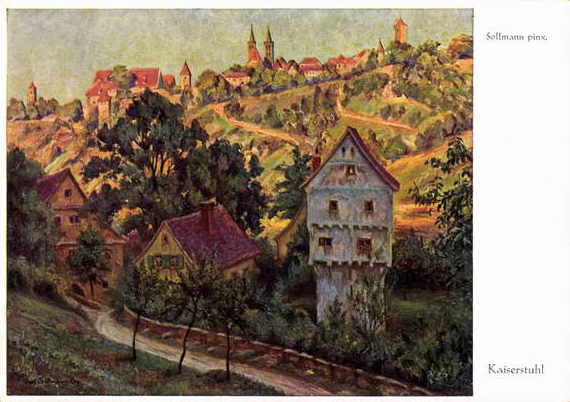

## Ausstellungen
- 1927 fand eine Sonderausstellung in der Galerie Del Vecchio in Leipzig statt.[1]
- Im Jahr 2010 fand eine Ausstellung mit mehr als fünfzig, bis dahin unveröffentlichten Fotografien von Paul Sollmann aus den Jahren 1915 bis 1920 im Archiv-Museum Ruiz de Almodóvar in Órgiva statt.[2]

## Werke in öffentlichen Institutionen, Museen und Sammlungen
- Aquarelle befinden sich in den Städtischen Sammlungen Coburg[1]